# Sveriges Socialdemokratiska Arbetarepartis Helnykterhetsförening
Sveriges Socialdemokratiska Arbetarepartis Helnykterhetsförening (SSAH) är en riksförening för helnyktra socialdemokrater,  bildad i Oskarshamn 2008, på initiativ av Broderskapsrörelsen.
I mars 2007 framförde Monica Johansson idén om en helnykterhetsförening inom socialdemokraterna på Broderskapsrörelsens distriktskongress i Oskarshamn. I augusti samma år beslutade rörelsens rikskongress i Vetlanda att verka för en sådan och den 1 februari 2008 samlades sjutton socialdemokrater på Sjöfartshotellet i Oskarshamn för att bilda SSAH.
Monica Johansson valdes själv som ordförande i interimsstyrelsen.
Övriga styrelseledamöter blev Johan Sandberg, Dennis Rydh, Roland Bladh och Leif Brandt.
Syftet med SSAH är att organisera helnyktra socialdemokrater så att de med alkoholproblem inom partiet kan finna en trygg kamratkrets. Man vill även driva på partiet och driva opinion för ett samhälle fritt från alkohol- och andra drogskador. Som ett led i detta arbete kommer man att propagera för fempunktsprogrammet.

## Fempunktsprogrammet
De fem punkterna är:
- Ingen alkohol eller andra droger under graviditet och amning
- Ingen alkohol eller andra droger under barn- och ungdomsåren
- Ingen alkohol eller andra droger i samband med idrott
- Ingen alkohol eller andra droger i väg- sjö- och flygtrafik
- Ingen alkohol eller andra droger i arbetslivet